# Dolichopus pollex
Dolichopus pollex är en tvåvingeart som beskrevs av Osten Sacken 1877. Dolichopus pollex ingår i släktet Dolichopus och familjen styltflugor. Inga underarter finns listade i Catalogue of Life.